# Мачино (Кляповское сельское поселение)
Мачино — деревня в Берёзовском районе Пермского края. Входит в состав Кляповского сельского поселения.

## Географическое положение
Деревня расположена на правом берегу реки Барда, к северо-востоку от райцентра, села Берёзовка.

## Население
| 2010 |
| ---- |
| 104  |

## Улицы
- Курбатская ул.
- Молодёжная ул.
- Уральский пер.

## Топографические карты
- Лист карты O-40-80. Масштаб: 1 : 100 000. Указать дату выпуска/состояния местности.